# 1946年シーズンのクリーブランド・ブラウンズ
1946年シーズンは、クリーブランド・ブラウンズのチーム創設1年目のシーズン。チームはクリーブランドのタクシー王、アーサー・B・マクブライドによって新設リーグのAAFCのチームとして設立され、初代ヘッドコーチには、高校・大学のアメリカンフットボールで成功を収めていたポール・ブラウンが就任した。

## レギュラーシーズン
| 週                         | 日 | 相手 | 結果 | 戦績 | 開催地 | 備考 |
| -------------------------- | -- | ---- | ---- | ---- | ------ | ---- |
| 勝利 敗戦 at：敵地での対戦 |    |      |      |      |        |      |

### 順位表
| クリーブランド・ブラウンズ | 12 | 2 | 0 | .857 |  | 423 | 137 | 30.2 | 9.8  |
| サンフランシスコ・49ers    | 9  | 5 | 0 | .643 |  | 307 | 189 | 21.9 | 13.5 |
| ロサンゼルス・ドンズ       | 7  | 5 | 2 | .583 |  | 305 | 290 | 21.8 | 20.7 |
| シカゴ・ロケッツ           | 5  | 6 | 3 | .455 |  | 263 | 315 | 18.8 | 22.5 |

## 参照